# Campeonato Croata de Futebol de 1992
A Primeira Liga de Futebol Croata de 1992 foi a primeira temporada da primeira divisão do futebol na Croácia. O Hajduk Split, da cidade homônima, foi o campeão da temporada. Esta edição foi excepcionalmente mais curta, comprimida entre fevereiro e junho por causa da Guerra de Independência da Croácia.

## História e sistema de disputa
A temporada 1992 foi a temporada inaugural do campeonato, estabelecido após a independência da Croácia da Iugoslávia. Afetada pelas revoltas políticas e sociais decorrentes do colapso da Iugoslávia e dos primeiros estágios da guerra de independência que durou de 1991 a 1995, a temporada foi drasticamente encurtada e tocada ao longo de menos de quatro meses, de 29 de fevereiro a 13 de junho.
A liga contou com 12 clubes croatas, todos competindo em vários níveis na pirâmide do futebol iugoslavo. Quatro dos clubes vieram da Campeonato Iugoslavo de Futebol, outros quatro da segunda divisão iugoslava e os restantes quatro dos escalões inferiores.
O formato usado foi um torneio de round robin duplo, com cada clube jogando todos os outros clubes duas vezes em partidas em casa e fora, totalizando 22 rodadas. No entanto, cinco dos clubes sediados nas áreas mais afetadas pelos combates tiveram que mandar seus jogos em outras cidades do país, efetivamente jogando a temporada inteira no exílio. Estes foram Cibalia e Osijek (baseados na parte oriental do país, nas cidades de Vinkovci e Osijek), além de Zadar, Šibenik e Dubrovnik (da parte costeira no sul do país, nas cidades de Zadar, Šibenik e Dubrovnik) .

## Rebaixamento e classificação para competições europeias
Como quatro dos cinco clubes deslocados que jogaram a temporada em condições aleatórias terminaram nas últimos quatro posições, a Federação Croata de Futebol decidiu não rebaixar nenhum deles e optou por expandir o formato para 16 clubes para a temporada 1992-93.
Ao final da temporada de 1992, nem o Hajduk Split (campeão do campeonato croata em 1992) nem o Inter Zaprešić (campeão da Copa da Croácia de 1992) puderam se classificar para as competições europeias na temporada 1992-93 porque a Federação Croata de Futebol ainda não havia sido aceita como membro pleno direito da UEFA. Como sua candidatura foi finalmente aceita pela UEFA em junho de 1993, os primeiros clubes qualificados pela Croácia a participarem em competições europeias entraram na temporada 1993-94.

## Classificação final
| #   | Time           | Jogos | Vitórias | Empates | Derrotas | GP-GC | Pontos |
| 1.  | Hajduk Split   | 22    | 16       | 4       | 2        | 44-14 | 36     |
| 2.  | NK Zagreb      | 22    | 14       | 5       | 3        | 34-9  | 33     |
| 3.  | Osijek         | 22    | 12       | 3       | 7        | 33-28 | 27     |
| 4.  | Inter Zaprešić | 22    | 10       | 6       | 6        | 37-19 | 26     |
| 5.  | HAŠK Građanski | 22    | 11       | 4       | 7        | 32-21 | 25     |
| 6.  | Rijeka         | 22    | 10       | 5       | 7        | 26-22 | 25     |
| 7.  | Istra Pula     | 22    | 8        | 5       | 9        | 22-27 | 21     |
| 8.  | Varteks        | 22    | 7        | 6       | 9        | 32-25 | 20     |
| 9.  | Cibalia        | 22    | 3        | 9       | 10       | 13-24 | 15     |
| 10. | NK Zadar       | 22    | 4        | 5       | 13       | 20-49 | 13     |
| 11. | Dubrovnik      | 22    | 2        | 7       | 13       | 4-36  | 11     |
| 12. | Šibenik        | 22    | 2        | 7       | 13       | 18-41 | 11     |

## Artilheiros
O artilheiro da competição foi o croata Ardian Kozniku do Hajduk Split, com 12 gols.